# Against Capitalism: Première Symphonie
Against Capitalism: Première Symphonie é um álbum de estúdio do músico italiano de jazz Marco Di Meco, lançado em 28 de fevereiro de 2018 pela TuneCore. 

## Alinhamento de faixas
| Lado A |                              |                |         |  |
| N.º    | Título                       | Compositor(es) | Duração |  |
| 1.     | "Honey and Fire, Pt. I"      | Marco Di Meco  | 13:04   |  |
| 2.     | "The Floating Point, Pt. II" | Marco Di Meco  | 5:40    |  |
| 3.     | "Blue Kandinskij, Pt. III"   | Marco Di Meco  | 5:47    |  |

## Créditos

### Músicos
- Marco Di Meco – flauta, (líder de banda)
- Andrea Conti – guitarra
- Fabiano Di Dio – piano, sintetizador
- Emanuele Di Teodoro – baixo elétrico
- Andrea Ciaccio – bateria

## Ligações Externas
- «Jazz Week Charts» (em inglês)
- «Marco Di Meco Announces his New Album "Against Capitalism"» (em inglês)